# 2015년 UEFA 슈퍼컵
2015년 UEFA 슈퍼컵(2015 UEFA Super Cup)은 2015년 8월 11일에 열린 40번째 UEFA 슈퍼컵 대회이다. 조지아 트빌리시에 위치한 보리스 파이차제 경기장에서 단판 승부 형식으로 진행되었으며 2014-15년 UEFA 챔피언스리그 우승 팀인 바르셀로나와 2014-15년 UEFA 유로파리그 우승 팀인 세비야가 맞붙었다. 바르셀로나가 세비야를 5 – 4로 누르고 우승을 차지했다.

## 개최지 선정
유럽 축구 연맹(UEFA)은 2014년 3월 5일에 열린 집행위원회 회의에서 2015 UEFA 슈퍼컵 개최지를 조지아 트빌리시에 위치한 미헤일 메스히 경기장으로 선정했지만 나중에 보리스 파이차제 경기장으로 변경했다. 보리스 파이차제 경기장은 조지아 축구 국가대표팀, FC 디나모 트빌리시의 홈 구장이기도 하다.

## 경기
| 바르셀로나                                             | 5 – 4 (연장) | 세비야                                                            |
| ------------------------------------------------------ | ------------ | ----------------------------------------------------------------- |
| 메시 7′, 16′ · 하피냐 44′ · 수아레스 52′ · 페드로 115′ |              | 바네가 3′ · 레예스 57′ · 가메이로 72′ (페널티킥) · 코노플랸카 81′ |

| 바르셀로나 | 세비야 |

| GK            | 1  | 마르크안드레 테어 슈테겐 |      |     |
| RB            | 6  | 다니 아우베스            | 120′ |     |
| CB            | 3  | 제라르드 피케            |      |     |
| CB            | 14 | 하비에르 마스체라노      |      | 93′ |
| LB            | 24 | 제레미 마티외            | 71′  |     |
| RM            | 4  | 이반 라키티치            |      |     |
| CM            | 5  | 세르히오 부스케츠        | 117′ |     |
| LM            | 8  | 안드레스 이니에스타 (c)  |      | 63′ |
| RF            | 10 | 리오넬 메시              |      |     |
| CF            | 9  | 루이스 수아레스          |      |     |
| LF            | 12 | 하피냐                   |      | 78′ |
| 교체 선수:    |    |                          |      |     |
| GK            | 13 | 클라우디오 브라보        |      |     |
| DF            | 15 | 마르크 바르트라          |      | 78′ |
| DF            | 21 | 아드리아누               |      |     |
| MF            | 20 | 세르히 로베르토          |      | 63′ |
| FW            | 7  | 페드로                   | 94′  | 93′ |
| FW            | 29 | 산드로 라미레스          |      |     |
| FW            | 31 | 무니르 엘 하다디         |      |     |
| 감독:         |    |                          |      |     |
| 루이스 엔리케 |    |                          |      |     |

| GK            | 13 | 베투                     |       |     |
| RB            | 23 | 코케                     | 87′   |     |
| CB            | 3  | 아딜 라미                |       |     |
| CB            | 4  | 그제고시 크리호비아크    | 14′   |     |
| LB            | 2  | 브누아 트레물리나        |       |     |
| CM            | 7  | 미카엘 크론델리          | 120′  |     |
| CM            | 19 | 에베르 바네가            | 90+2′ |     |
| RM            | 10 | 호세 안토니오 레예스 (c) |       | 68′ |
| AM            | 8  | 비센테 이보라            |       | 80′ |
| LM            | 20 | 비톨로                   |       |     |
| CF            | 9  | 케뱅 가메이로            |       | 80′ |
| 교체 선수:    |    |                          |       |     |
| GK            | 1  | 세르히오 리코            |       |     |
| DF            | 25 | 마리아누                 |       | 80′ |
| MF            | 12 | 가엘 카쿠타              |       |     |
| MF            | 16 | 루이스미                 |       |     |
| MF            | 17 | 데니스 수아레스          |       |     |
| MF            | 22 | 예우헨 코노플랸카        |       | 68′ |
| FW            | 11 | 치로 임모빌레            | 92′   | 80′ |
| 감독:         |    |                          |       |     |
| 우나이 에메리 |    |                          |       |     |

| 최우수 선수: 리오넬 메시 (바르셀로나) 부심: 데이미언 맥그레이스 (아일랜드) 프랜시스 코너 (스코틀랜드) 제4심: 그레이엄 챔버스 (스코틀랜드) 보조 심판: 보비 매든 (스코틀랜드) 케빈 클랜시 (스코틀랜드) | 경기 규칙 - 전후반 90분 동안 경기를 진행한다. - 전후반 90분 상황에서 동점이면 연장전 30분을 진행한다. - 연장전에서도 동점이면 승부차기를 진행한다. - 교체 선수 명단은 7명까지 올릴 수 있으며 한 팀당 최대 3명까지 교체할 수 있다. |

## 같이 보기
- 2006년 UEFA 슈퍼컵